# Labeo longipinnis
Labeo longipinnis är en fiskart som beskrevs av Boulenger, 1898. Labeo longipinnis ingår i släktet Labeo och familjen karpfiskar. IUCN kategoriserar arten globalt som livskraftig. Inga underarter finns listade i Catalogue of Life.